# Sebastian Răducanu
Sebastian Răducanu (n. 19 iunie 1981) este un senator român, ales în 2020 din partea PSD. 